# Jaanimäe (Haanja)
Jaanimäe – wieś w Estonii, w prowincji Võrumaa, w gminie Rõuge. W latach 1991–2017 w gminie Haanja.